# Festival des arts des îles Marquises
Le Festival des arts des îles Marquises, « Matavaa o te Fenua Enata » (en marquisien du Sud), « Matavaa o te Henua Enana » (en marquisien du Nord) est une manifestation culturelle organisée périodiquement dans les îles Marquises, en Polynésie française.
Initié en 1986 par l'association culturelle Motu Haka o te Fenua Enata et soutenu par Monseigneur Hervé Marie Le Cléac'h, évêque des îles Marquises, de 1973 à 1986, il a pour but de maintenir vivace et de célébrer la culture Marquisienne. 
La première édition s'est déroulée sur l'île de Ua-Pou, dans la vallée de Hakahau, sur un terrain de football, en 1987. Deux ans plus tard, c'est Nuku-Hiva qui a l'honneur d'accueillir l'ensemble des délégations sur un site culturel restauré pour l'occasion, Pikivehine. Une délégation de Rapa Nui (île de Pâques) fera le déplacement ; l'île y sera, d'ailleurs, systématiquement représentée. Au départ uniquement centré sur la culture marquisienne, le festival s'est progressivement ouvert aux autres archipels polynésiens, avec la venue de groupes de Hawaï, des Samoas, de Nouvelle-Zélande, de Tahiti, de l'île de Pâques et d'ailleurs.
Ce festival, d'une durée de trois jours, se reproduit d'abord tous les quatre ans, en alternance sur les trois îles principales Ua Pou, Nuku Hiva et Hiva Oa. Il était limité à un site et une vallée. Par la suite, il deviendra itinérant c'est-à-dire plusieurs vallées ou sites l'accueilleront. De plus en plus de délégations du reste de la Polynésie française et du Pacifique, en dehors de l'archipel, y sont conviées et répondent présents. Depuis le festival 1999, à Nuku-Hiva, le deuxième jour avant le kai'ia mau, le festin commun, une cérémonie œcuménique est proposée.
L'effervescence et l'importante adhésion des Marquisiens de tout l'archipel en fait un événement majeur pour l'archipel, dont la renommée dépasse largement les frontières de la Polynésie française. En effet, durant ces 3 jours, les Marquisiens de chaque île mettent en valeur leurs spécificités locales, sur le plan des chants et danses, de l'artisanat, de l'art et du culinaire. C'est une occasion de partage et d'échanges entre les différentes cultures en présence.
Depuis 2006, le mini festival a été rajouté à une fréquence de 4 ans, afin de valoriser également les îles plus petites : Tahuata, Fatu Hiva et Ua Huka. C'est Tahuata qui a ouvert la marche. Ne disposant pas des ressources et des capacités d'accueil des iles principales, il ne reçoit que des groupes venus des autres iles marquisiennes, et non d'archipels plus lointains.
Toutefois, depuis quelques années, le terme de « mini-festival » a été supprimé en faveur de « Festival des arts des îles Marquises » qui, dès lors, a lieu tous les deux ans, alternativement, sur une grande puis une petite île. Chacune des 6 îles habitées de l'archipel reçoit et organise le festival. 
Un festival des arts des îles Marquises implique une organisation énorme pour laquelle un nouveau comité ou une nouvelle association est créé pour chaque nouveau festival. Ainsi, pour faciliter et aider les associations ou comités organisateurs la CODIM (Communauté des communes des îles Marquises) a produit  le premier guide d'organisation d'un festival des arts des îles Marquises, de 60 pages, téléchargeable gratuitement sur le site de la CODIM. 
| Année | Île       | Thème                                                                                              | Lieu                                                         | Président COMOTHE          | Maire               |
| ----- | --------- | -------------------------------------------------------------------------------------------------- | ------------------------------------------------------------ | -------------------------- | ------------------- |
| 1987  | Ua Pou    | Te ha'akakai Les légendes                                                                          | Tohua Mauia                                                  | Georges Toti TEIKIEHUUPOKO | René KOHUMOETINI    |
| 1989  | Nuku Hiva | Te ha'e o te henua enana La case marquisienne                                                      | Tohua Kamuihei, Tohua Temehea, Tohua Koueva, Tohua Te A’itua | René UKIHAITI              | Edwin PAHUATINI     |
| 1991  | Hiva Oa   | Te matatatau La généalogie                                                                         | Meae Iipona, Tohua Upeke, Tohua Pepeu                        | Louis FREBAULT             | Guy RAUZY           |
| 1995  | Ua Pou    | Te mevaha Le message                                                                               | Tohua Mauia                                                  | Rosita TEIKITUTOUA         | René KOHUMOETINI    |
| 1999  | Nuku Hiva | O ai ‘oe, mei hea ‘oe a hee ‘oe i hea Qui sommes nous, d’où venons nous, où allons nous            | Tohua Kamuihei, Tohua Temehea, Tohua Koueva, Tohua Te A’itua | Augustin Tui TAUPOTINI     | Lucien Roo KIMITETE |
| 2003  | Hiva Oa   | Tehei temei'i o te ati enata La couronne royale de la jeunesse                                     | Meae Iipona, Tohua Upeke, Tohua Pepeu                        | Louis FREBAULT             | Guy RAUZY           |
| 2006  | Tahuata   | Te kea tuki Le pilon                                                                               | Vaitahu Hapatoni, Hanami, Taupoto                            | Tehaumate TETAHIOTUPA      | Félix BARSINAS      |
| 2007  | Ua Pou    | Te tuhuka Les maîtres des arts                                                                     | Tohua Mauia                                                  | Benjamin TEIKITUTOUA       | Joseph KAIHA        |
| 2009  | Fatu Hiva | E te tama enata a uhi te kahu tupuna Enfant de la terre des hommes, revêts l’habit de tes ancêtres | Omoa Meaeani                                                 | Sarah VAKI                 | Henri TUIEINUI      |
| 2011  | Nuku Hiva | Te a’itua La transmission                                                                          | Tohua Kamuihei, Tohua Temehea, Tohua Koueva, Tohua Te A’itua | Pierre TEIKITOHE           | Benoît KAUTAI       |
| 2013  | Ua Huka   | Te ha’ahiti Le défi                                                                                | Tohua Tetumu                                                 | Joseph VAATETE             | Nestor OHU          |
| 2015  | Hiva Oa   | Ha'ahua i te tumu Le retour aux sources                                                            | Meae Iipona, Tohua Upeke, Tohua Pepeu                        | Humukohea KAIMUKO          | Etienne TEHAAMOANA  |
| 2017  | Tahuata   | Te ha’atupua’e La croissance de la culture marquisienne                                            |                                                              | Nella TAMATAI              | Félix BARSINAS      |
| 2019  | Ua Pou    | Te ha’atumu apuu i to tatou aoatakua Préservons notre environnement                                | Tohua Mauia, Hohoi                                           | Ady BRUNEAU                | Joseph KAIHA        |
| 2022  | Fatu Hiva | Te 'eo, taetae tupuna La langue, héritage ancestral                                                | Omoa, Hanavave                                               | Roberto MARAETAATA         | Henri TUIEINUI      |
| 2023  | Nuku Hiva | Au i'i tupuna Courant des anciens                                                                  |                                                              | Heretu TETAHIOTUPA         | Benoît KAUTAI       |